# Saša Obradović
Saša Obradović (serbisch-kyrillisch Саша Обрадовић; * 29. Januar 1969 in Belgrad, SFR Jugoslawien) ist ein serbischer Basketballtrainer und ehemaliger -spieler.

## Werdegang

### Spieler
1993 wurde er mit KK Roter Stern Belgrad jugoslawischer Meister. Zur Saison 1993/94 wechselte er zum amtierenden Europapokalsieger der Landesmeister, Limoges CSP, nach Frankreich. Dort sollte er den Slowenen Jurij Zdovc ersetzen, der Limoges verlassen hatte. Obradović konnte sich nicht durchsetzen. Nach acht Ligaspielen (7,6 Punkte, 3,6 Korbvorlagen/Spiel) kehrte er zu Roter Stern Belgrad zurück und wurde 1994 mit der Mannschaft erneut Meister.
1994 unternahm er einen weiteren Versuch, sich im Ausland einen Namen zu machen. Er wechselte in die deutsche Basketball-Bundesliga zu Alba Berlin. Er wurde dort gleich zum Leistungsträger, gewann mit den Berlinern in der Saison 1994/95 den Europapokal Korać-Cup und wurde deutscher Vizemeister. In beiden Wettbewerben war Obradović in seinem ersten Berliner Jahr zweitbester Korbschütze hinter Teoman Alibegović. In der Bundesliga erzielte Obradović 1994/95 19,1 Punkte/Spiel, zudem bereitete er im Mittel 3,8 Korberfolge seiner Nebenleute vor. Im Korać-Cup brachte er es auf 15,8 Punkte je Begegnung. Im Hinspiel des Korać-Cup-Finales überragte er mit 34 Punkten, im Rückspiel erzielte er zwölf Punkte. 1996 musste er sich mit Berlin in der Bundesliga wieder mit dem zweiten Platz hinter Leverkusen begnügen, 1997 gewann mit den Hauptstädtern dann den Meistertitel und wurde Pokalsieger. Obradović war im Meisterspieljahr mit 15,0 Punkten je Begegnung zweitbester Berliner Korbschütze hinter Wendell Alexis und bester Vorlagengeber (4,1 pro Spiel). Bei Virtus Rom spielte er von 1997 bis 1999, erzielte dort 15,3 Punkte (1997/98) beziehungsweise 17,9 Punkte pro Ligaspiel. 2001 wurde er mit KK Budućnost Podgorica jugoslawischer Meister.
Zum Abschluss seiner Spielerlaufbahn stand er beim Bundesligisten RheinEnergie Köln (später Köln 99ers) unter Vertrag und wurde noch zweimal deutscher Pokalsieger. Er erzielte in der Bundesliga insgesamt 3269 Punkte. Er spielte auf der Position des Aufbauspielers, sein Markenzeichen in seinen letzten Jahren als Spieler war der kahlrasierte Schädel mit dem weißen Stirnband.
Von 1993 bis 2001 war Obradović Stammkraft der jugoslawischen Nationalmannschaft, wurde 1998 Weltmeister, 1995, 1997 und 2001 Europameister, 1996 gewann er Silber bei Olympia. Statistisch war die EM 1995 sein bestes Turnier, als er elf Punkte pro Spiel verbuchte. In der Nationalmannschaft spielte er unter den Trainergrößen Željko Obradović, Dušan Ivković und Svetislav Pešić, der auch sein Trainer in Berlin war.

### Trainer
Nach 17 Jahren als Spieler wechselte er 2005 auf den Posten des Cheftrainers bei den Köln 99ers. Als Trainerneuling (mit Draško Prodanović hatte er einen erfahrenen Assistenten an seiner Seite) führte er die Rheinländer in der Saison 2005/06 zum Gewinn des deutschen Meistertitels. 2007 wurde er mit Köln Pokalsieger. In der Bundesliga ließ der Erfolg nach dem Meistertitel 2006 nach: In der Saison 2006/07 schied man im Halbfinale aus, 2007/08 wurde Köln unter Obradović Tabellenzwölfter. Das Amt in Köln hatte er bis 2008 inne. Nach verschiedenen Stationen in Polen und der Ukraine wurde Obradović zur Saison 2012/2013 neuer Cheftrainer von Alba Berlin. Nach dem Ende der Saison 2015/16 wurde sein Vertrag in Berlin nicht verlängert. Dreimal (2013, 2014, 2016) hatte er den Verein zum deutschen Pokalsieg geführt, 2014 erreichte die Mannschaft unter seiner Leitung die deutsche Vizemeisterschaft. Obradovic wurde in der Spielzeit 2014/15 in der Basketball-Bundesliga als Trainer des Jahres ausgezeichnet. Vom 14. November 2016 bis Anfang November 2018 war er Cheftrainer von Lokomotive Kuban Krasnodar und führte die Mannschaft 2017 bis ins Finale des Eurocups, verlor dort aber gegen Darüşşafaka SK Istanbul. Vor der Endspielniederlage feierte er mit Krasnodar in dem Wettbewerb 20 Siege in Folge.
Ende Februar 2019 übernahm er das Cheftraineramt bei AS Monaco (erste französische Liga). 2019 wurde er mit Monaco französischer Vizemeister. Im Juni 2020 wurde er von Roter Stern Belgrad als Trainer verpflichtet. Ende Dezember 2020 kam es nach einer Serie von sechs Niederlagen aus sieben Spielen zur Trennung. Mitte Dezember 2021 kehrte er als Trainer nach Monaco zurück. Die Mannschaft führte er 2023 ins Euroleague-Halbfinale. Dort unterlag man Olympiakos Piräus, gewann aber anschließend das Spiel um den dritten Platz gegen den FC Barcelona. Im Juni 2023 führte Obradović Monaco zum ersten französischen Meistertitel der Vereinsgeschichte. 2024 wiederholte er mit der Mannschaft den Gewinn der französischen Meisterschaft. Mitte November 2024 wurde Obradović in Monaco entlassen. Zum Zeitpunkt der Trennung stand die Mannschaft in der französischen Liga auf dem fünften und in der Euroleague auf dem siebten Tabellenrang.
Obradovićs Trainerstil wurde als temperamentvoll, autoritär, fordernd und streng beschrieben. Ihn zeichnen ein großes Arbeitspensum aus, während seiner Amtszeit in Krasnodar sagte Obradović, er habe abseits der Arbeit kein Sozialleben, er habe keine Zeit, sich zu entspannen und sei 24 Stunden am Tag Trainer. Er ist verheiratet und hat mit seiner Ehefrau zwei Kinder, die jedoch weitgehend von der Mutter erzogen werden.

## Erfolge
- als Spieler:
  - Silber-Medaille bei den Olympischen Sommerspielen 1996 mit Bundesrepublik Jugoslawien
  - Weltmeister 1998
  - Europameister (1995, 1997, 2001) mit Bundesrepublik Jugoslawien
  - Korać-Cup-Sieg (1995) mit Alba Berlin
  - Jugoslawischer Meister (1993, 1994) mit Roter Stern Belgrad, (2001) mit KK Budućnost Podgorica
  - Deutscher Meister (1997) mit Alba Berlin
  - Deutscher Pokalsieger (1997) mit Alba Berlin, (2004, 2005) mit RheinEnergie Köln

- als Trainer:
  - Deutscher Meister 2006 mit RheinEnergie Köln
  - Deutscher Pokalsieger 2007 mit RheinEnergie Köln
  - Ukrainischer Meister 2012 mit BK Donezk
  - Deutscher Pokalsieger 2013, 2014 und 2016 mit Alba Berlin
  - Bundesliga-Trainer der Saison 2014/15
  - Russischer Pokalsieger 2017 mit Lokomotive Kuban Krasnodar
  - EuroLeague-Bronzemedaille mit AS Monaco 2023
  - Französischer Meister mit AS Monaco 2023, 2024